# 카히카
카히카(스페인어: Cajicá)는 콜롬비아 쿤디나마르카주의 도시로 면적은 50.4km2, 높이는 2,558m, 인구는 56,875명(2015년 기준), 인구 밀도는 1,100명/km2이다. 콜롬비아의 수도인 보고타에서 북쪽으로 39km 정도 떨어진 곳에 위치한다.